# Урочище Унава
«Урочище Унава» (укр. Урочище Унава) — ландшафтный заказник общегосударственного значения, расположенный на территории Фастовского района (Киевская область, Украина). Площадь — 974 га.

## История
Заказник был создан согласно Указу Президента Украины от 20 августа 1996 года № 715.
В 2015 году Андреем Плигой были обнаружены рубки в заказнике площадью 62,1 га.

## Описание
Природоохранный объект создан с целью охраны ценных природных комплексов лесостепи. Заказник занимает квадраты 1-4, 7-11, 17-20, 27, 29, 30, 33, 34 Фастовского лесничества на территории Волицкого сельсовета — долина и пойма (левый берег) реки Унава, что между селом Волица на западе и городом Фастов на востоке. Ниже по течению реки к заказнику примыкает Фастовское водохранилище.
Внутри территории заказникаː на квадрате 30 (участок 14) расположен ботанический памятник природы местного значения Дуб черешчатый.
Ближайший населённый пункт — Волица; город — Фастов.

## Природа
Ландшафт заказника представлен преимущественно лесным массивом, а также заболоченной поймой. Лес представлен дубовыми насаждениями, где встречаются деревья возрастом 150—200 лет. Пойма поросшая тростником расположена на квадратах 11, 29-30 и 34. На квадратах 18 и 27 были высажены молодые лесные культуры, где ранее были проведены рубки.
В заказнике есть поселения бобра, встречаются серый заяц, лисица, ёж, ласка. Является местом гнездования для множества водно-болотных птиц.